# Vladimír Roy

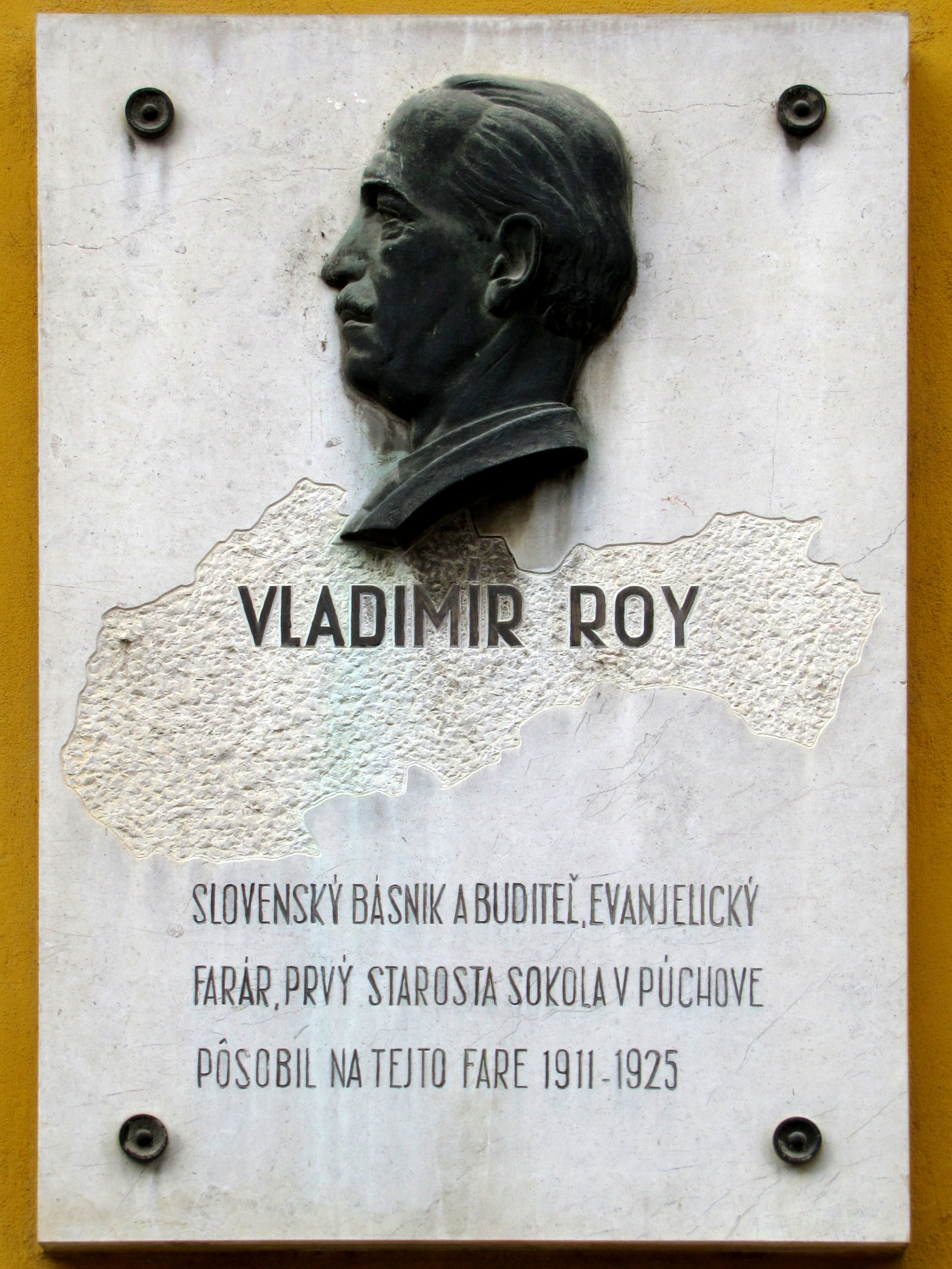
Pamětní deska Vladimíra Roye na budově evangelické fary v Púchově. Nápis v překladu: Vladimír Roy, slovenský básník a buditel, evangelický farář, první starosta Sokola v Púchově působil na této faře 1911-1925

Vladimír Roy (17. dubna 1885, Adamovské Kochanovce – 6. února 1936, Nový Smokovec) byl slovenský básník a překladatel, vnuk spisovatele Jozefa Miloslava Hurbana. Publikoval například pod pseudonymy Aeneas Phyllon, Dúžavin, Havran a Jochanan.

## Tvorba
Své první verše začal psát už během vysokoškolských studií a uveřejňoval je v časopisech Slovenské pohľady, Církevní listy a Národné noviny. Počátky jeho tvorby byly poznamenány vlivem symbolismu a impresionismu, ale také ho ovlivnila tvorba Pavla Országha-Hviezdoslava či Svetozára Hurbana-Vajanského, z mladších autorů to byli Janko Jesenský, Ivan Krasko a další. Později ho ovlivňovala romantická poezie slovenských (Janko Kráľ) i zahraničních autorů (Endre Ady, George Gordon Byron). Ve své tvorbě se věnoval vyjádření rozporů mezi světem a srdcem, snem a skutečností, ale také v ní vyjadřoval smutek, bolest, hrůzu, osamotenost a boj za lidštější a spravedlivější život. V pozdější tvorbě se věnoval zejména národní lyrice, kde využíval zejména motivy noci bez luny a hvězd, obrazy mraků, soumraku, temna a beznaděje, ale také jsou pro jeho tvorbu z tohoto období typické motivy vzpoury a odboje, zaměřené nejen proti společnosti, ale i proti sociálním poměrům. Po tomto období přichází do jeho tvorby převaha lyriky, a to jak milostné, tak i osobní, zpětné a přírodní.
Ovládal šest cizích jazyků, a tak se kromě vlastní tvorby věnoval i překladům poezie, prózy i dramatu. Překládal zejména z angličtiny (George Gordon Byron, Edgar Allan Poe (např. báseň Havran), Percy Bysshe Shelley, William Shakespeare, Oscar Wilde, Walter Scott, Charles Dickens), francouzštiny (Alexandre Dumas st., Rainer Maria Rilke), němčiny (Heinrich Heine, Johann Wolfgang Goethe), maďarštiny (Endre Ady, Mór Jókai) a jiných jazyků. Kromě toho také přeložil libreto k první slovenské opeře Jána Levoslava Belly – Kovář Wieland. Jeho básnická tvorba ovlivnila řadu slovenských básníků, jako byli Štefan Krčméry, Emil Boleslav Lukáč, Ján Smrek, Andrej Plávka a jiní, kteří čerpali z jeho poznatků z práce s volným veršem.

## Dílo

### Básnické sbírky
- 1921 – Keď miznú hmly
- 1921 – Rosou a trním
- 1927 – Cez závoj
- 1927 – Peruťou sudba máva
- 1934 – In memoriam
- Zvlnený prameň, poslední sbírka básní, která však nevyšla; část z ní byla publikována až ve výběru z roku 1963 – Básne

### Výběry
- 1935 – Výbor z poézie Vladimíra Roya
- 1944 – Lýra
- 1963 – Básne
- 1980 – Temné ľalie

### Ostatní díla
- 1919 – Pavel Országh Hviezdoslav
- 1920 - Takí sme boli
- 1931 – Alois Jirásek
- 1932 – Národný hrdina generál dr. M. R. Štefánik, a jeho mausoleum na Bradle, vydané „Nákladom a tlačou Daniela Pažického na Myjave“